# 고르곤 (마블 코믹스)
고르곤(영어: Gorgon 고건[*])은 마블 코믹스의 슈퍼히어로 캐릭터이다. 인휴먼스 종족의 일원이자 아틸란 왕가의 일원으로서, 인휴먼 이름은 고르곤 페트라곤(Gorgon Petragon)이다. 하반신이 황소의 발과 발굽으로 되어 있으며, 이를 두들김으로서 지진파를 발생시킨다. 1965년 12월 《판타스틱 포》 45호에 처음 등장했고, 스탠 리와 잭 커비가 공동 창작하였다.

## 담당 배우

### TV 드라마
- 인휴먼스(2017) - 에메 이쿼커

## 담당 성우

### TV 애니메이션
- 판타스틱 포(1994) - 마이클 돈
- 헐크와 스매쉬 요원들(2013) - 놀런 노스
- 가디언즈 오브 갤럭시(2015) - 놀런 노스
- 어벤저스 어셈블(2013) - 놀런 노스

### 비디오 게임
- 마블 얼티밋 얼라이언스(2006) - 그레그 이글스